# George Wells (guionista)
George Wells (Nueva York, 8 de noviembre de 1909 - Newport Beach, California, 27 de noviembre de 2000), productor y guionista estadounidense.

## Premios y distinciones
Premios Óscar
| Año  | Categoría                                                      | Película        | Resultado |
| ---- | -------------------------------------------------------------- | --------------- | --------- |
| 1958 | Mejor argumento y guion escritos directamente para la pantalla | Designing Woman | Ganador   |